# Human Development Index
| ≥ 0.900 0.850–0.899 0.800–0.849 0.750–0.799 0.700–0.749 | 0.650–0.699 0.600–0.649 0.550–0.599 0.500–0.549 0.450–0.499 | 0.400–0.449 ≤ 0.399 Data ej tillgänglig |

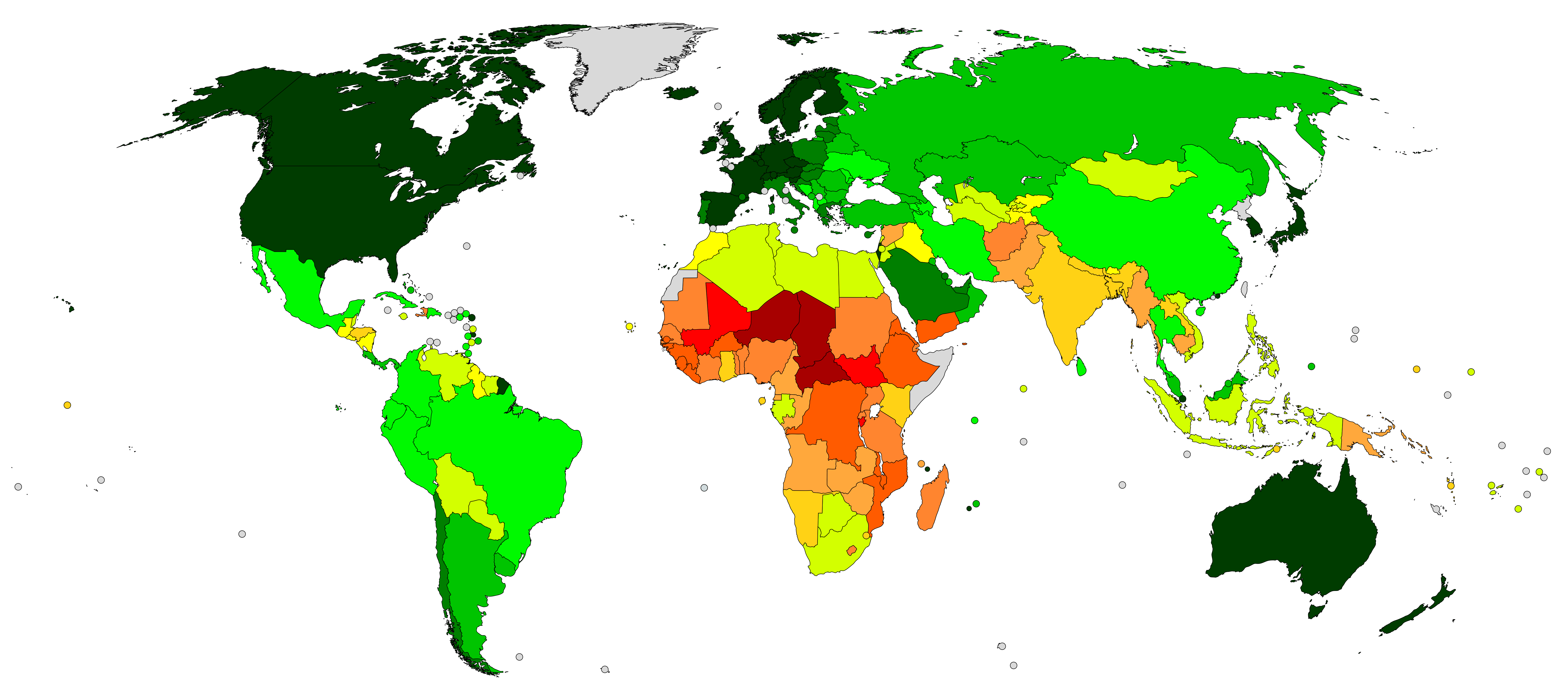
Karta med Human Development Index (baserad på 2019 års data, publicerad 15 december 2020.)

Human Development Index (HDI) är ett index som används för att jämföra välståndet i olika länder, på samma sätt som bruttonationalprodukt (BNP). Medan BNP fokuserar på materiellt välstånd hävdas HDI ge en mer komplett bild, eftersom det är en sammanvägning av medellivslängd, utbildningsnivå och bruttonationalinkomst.  
Måttet skapades av den pakistanske ekonomen Mahbub ul Haq (1934-98), och används sedan 1990 i de årliga rapporterna Human Development Report som utarbetas av FN:s utvecklingsprogram.
HDI anges på en skala från 0 till 1. Enligt Human Development Report från 2019, som använder sig av data från 2018, toppas listan av Norge (0,954), Schweiz (0,946) och Irland (0,942). De länder som har lägst HDI-index är Eritrea (0,391), Centralafrikanska republiken (0,381) och Niger (0,377).
Det finns dock invändningar mot detta index, som riktar sig mot delindexen och att indexet är ett dåligt mått när man mäter utvecklade länder.

## 2018 års index
Förenta Nationernas rapport på Human Development publicerades den 9 december 2019 och redovisar index för 2018. Listan nedanför redovisar de 20 länder med högst HDI-index. Pilarna indikerar eventuella förändringar från föregående års rapport. 
1. Norge 0,954 (▬)
2. Schweiz 0,946 (▬)
3. Irland 0,942 (▬)
4. Tyskland 0,939 (▬)
5. Hong Kong 0,939 (▲)
6. Australien 0,938 (▼)
7. Island 0,938 (▲)
8. Sverige 0,937 (▼)
9. Singapore 0,935 (▬)
10. Nederländerna 0,933 (▬)
11. Danmark 0,930 (▬)
12. Finland 0,925 (▬)
13. Kanada 0,922 (▬)
14. Nya Zeeland 0,921 (▬)
15. Storbritannien 0,920 (▬)
16. USA 0,920 (▬)
17. Belgien 0,919 (▬)
18. Liechtenstein 0,917 (▬)
19. Japan 0,915 (▬)
20. Österrike 0,914 (▬)